# Gerhard Neiber
Gerhard Neiber (* 20. April 1929 in Neu Titschein; † 13. Februar 2008 in Berlin) war ein deutscher Geheimdienstler. Er war von 1980 bis 1989 Stellvertreter des Ministers für Staatssicherheit der DDR.

## Leben
Der Sohn eines Arbeiters besuchte die Mittelschule ohne Abschluss. Nach seiner Zwangsumsiedlung in die Sowjetische Besatzungszone 1945 arbeitete er als Landarbeiter.
Neiber wurde 1948 Mitglied der SED und Hilfspolizist bei der Kriminalpolizei (K 5) im Polizeirevier Erfurt der Deutschen Volkspolizei (VP). Er kam dann zur Grenzkommandantur Gudersleben der Deutschen Grenzpolizei und anschließend wieder nach Erfurt zur Kriminalpolizei. 1949 wurde er in der Kreisdienststelle Weimar der Verwaltung zum Schutz der Volkswirtschaft Thüringen eingestellt.
Mit Gründung des Ministeriums für Staatssicherheit (MfS) im Februar 1950 wurde Neiber stellvertretender Leiter der Abteilung IV der Länderverwaltung Thüringen des MfS und nach der Bildung der Bezirke in der DDR im Juli 1952 in der Abteilung Politkultur der MfS-Bezirksverwaltung Erfurt beschäftigt. Nach dem Besuch der SED-Bezirksparteischule Masserberg 1952 wurde er 1. Sekretär der SED-Kreisleitung der MfS-Bezirksverwaltung Erfurt. Nach dem Aufstand des 17. Juni 1953 wurde er als stellvertretender Leiter der Abteilung Politkultur der Bezirksverwaltung Schwerin eingesetzt. Im folgenden Jahr wurde er Leiter der Abteilung II (Spionageabwehr) und 1955 Stellvertreter Operativ des Leiters der Bezirksverwaltung. Als Nachfolger von Alfred Schönherr war er von 1959 bis 1960 zunächst Stellvertreter Operativ und ab 1960 als Nachfolger von Helmut Grubert Leiter der Bezirksverwaltung Frankfurt (Oder) des MfS.
Von 1960 bis 1965 absolvierte Neiber ein Fernstudium an der Hochschule des Ministeriums für Staatssicherheit mit dem Abschluss eines Diplomjuristen, 1970 wurde er zum Dr. jur. promoviert. Von 1961 bis 1980 gehörte er der SED-Bezirksleitung Frankfurt (Oder) an.
1966 wurde Neiber zum Oberst befördert. Im Februar 1970 wurde er von Walter Ulbricht zum Generalmajor ernannt. Im Februar 1979 holte ihn Erich Mielke zur Bildung des Anleitungsbereiches Neiber in die MfS-Zentrale. Am 8. Januar 1980 wurde er zu einem der vier Stellvertreter des Ministers für Staatssicherheit ernannt. In dieser Eigenschaft war er unter anderem auch Disziplinarvorgesetzter der Verwaltung 2000, der größten Diensteinheit des MfS und der Hauptabteilung XXII („Terrorabwehr“). Am 4. Oktober 1982 wurde er vom Vorsitzenden des Nationalen Verteidigungsrates der DDR, Erich Honecker, zum Generalleutnant befördert. Im Dezember 1989 wurde er von seinen Funktionen entbunden und im Januar 1990 in den Ruhestand entlassen.
Im Zuge seiner Tätigkeit für das MfS war Neiber maßgeblich für die Aufnahme von RAF-Aussteigern in der DDR verantwortlich. Er beschaffte diesen eine falsche Identität. Nach dem Ende des SED-Regimes wurden die Terroristen enttarnt, u. a. Susanne Albrecht alias Ingrid Becker, die an der Ermordung des Vorstandssprechers der Dresdner-Bank Jürgen Ponto beteiligt war.
Neiber stand nach der deutschen Wiedervereinigung mehrfach vor Gericht, unter anderem wegen der Pläne Werner Weinhold, der als NVA-Soldat 1975 über die Innerdeutsche Grenze in die Bundesrepublik Deutschland entkommen war und dabei zwei Grenzsoldaten der DDR erschossen hatte, ermorden zu lassen und 1991 im Zusammenhang mit dem von dem Terroristen Johannes Weinrich geplanten Anschlag vom 25. August 1983 auf das Kulturzentrum Maison de France in West-Berlin, bei dem es einen Toten und 23 Verletzte gab; verurteilt wurde er jedoch nie.
Er wurde zu seiner MfS-Tätigkeit in dem Dokumentarfilm „Das Ministerium für Staatssicherheit – Alltag einer Behörde“ mit acht weiteren hochrangigen ehemaligen MfS-Mitarbeitern interviewt.
Neiber starb im Alter von 78 Jahren nach kurzer schwerer Krankheit in einer Berliner Klinik.

## Funktionsbereich innerhalb des MfS
Neiber unterstanden zuletzt folgende Bereiche
- Hauptabteilung I (Abwehrarbeit in der Nationalen Volksarmee und den Grenztruppen)
- Hauptabteilung VI (Passkontrolle, Tourismus, Interhotel)
- Hauptabteilung VII (Abwehrarbeit in MdI und DVP)
- Hauptabteilung VIII (Beobachtung, Ermittlung)
- Hauptabteilung XXII (Terrorabwehr)
- Zentrale Koordinierungsgruppe (Flucht, Übersiedlung)
- Arbeitsgruppe XVII (Besucherbüros West-Berlin)

## Auszeichnungen
- 1988 Vaterländischer Verdienstorden in Gold